# Inkwanca
Inkwanca (officieel Inkwanca Local Municipality) is een voormalige gemeente in het Zuid-Afrikaanse district Chris Hani in de provincie Oost-Kaap, met als belangrijkste dorpen Molteno (bestuurszetel) en Sterkstroom en gelegen in de Stormbergen. De naam Inkwanca was gebaseerd op een Xhosa-woord voor kou: het gebied is een van de koudste streken van Zuid-Afrika.
In september 2014 ontsloeg de provinciale regering van Oost-Kaap het gemeentebestuur van Inkwanca, wegens wanbestuur. Dit gebeurde na gezamenlijke protesten van zwarte en blanke inwoners tegen het bestuur. Het was de eerste keer dat deze maatregel werd toegepast in de Oost-Kaap. In november werden verkiezingen gehouden voor een nieuw gemeentebestuur.
In augustus 2016 werd Inkwanca samengevoegd met de naburige gemeenten Tsolwana en het veel dichter bevolkte Lukhanji samengevoegd tot de nieuwe gemeente Enoch Mgijima.

## Statistieken
Bij de volkstelling van 2011 telde Inkwanca bijna 22.000 inwoners.
Het nationaal instituut voor de statistiek, Stats SA, deelde bij deze volkstelling de gemeente in in 4 zogenaamde hoofdplaatsen (main place):
Inkwanca Niet-Urbaan • Masakhe • Molteno • Sterkstroom